# Max Park

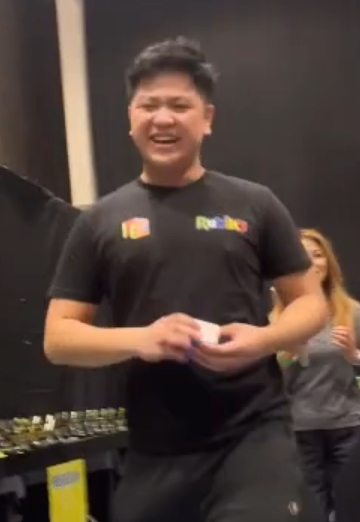
Max Park

Max Park (* 28. November 2001) ist ein US-amerikanischer Speedcuber koreanischer Herkunft, der viele Weltrekorde im Lösen des 3×3×3-, 4×4×4-, 5×5×5-, 6×6×6- und 7×7×7-Zauberwürfels aufgestellt hat.

## Leben
Park hält den Weltrekord im 4×4×4 Single (einzelner Versuch) mit 15,71 Sekunden.
Park hielt bis zum 3. Juli den Weltrekord im 5×5×5 Average mit  34,76 Sekunden und bis zum 28. September 2024 den 5×5×5-Single-Weltrekord mit 32,52 Sekunden. Insgesamt hat Parks die beiden Rekorde 18 mal gebrochen.
Park hält den Weltrekord im 6×6×6 Single und Mean (Durchschnitt von 3 Versuchen) mit den Zeiten 57,69 Sekunden und 1 Minute und 5,66 Sekunden.
Park hält die Weltrekorde im 7×7×7 Single und Mean mit den Zeiten 1 Minute 34,15 Sekunden und 1 Minute 39,68 Sekunden.
Außerdem hält Park auch den Weltrekord im Lösen der meisten Zauberwürfel in einer Stunde mit 434 Würfeln.
In der Weltmeisterschaft 2017 in Paris gewann Park in den Disziplinen 3×3×3, 3×3×3 einhändig und wurde Dritter im Lösen des 5×5×5 und des 6×6×6.
In der Weltmeisterschaft 2019 in Melbourne gewann er im Lösen des 4×4×4, 5×5×5, 6×6×6, 7×7×7 und im Lösen des 3×3×3 mit einer Hand. Im Lösen des 3×3×3 nahm er den vierten Platz ein.
In der Weltmeisterschaft 2023 in Incheon gewann er in 3x3x3, 5x5x5 und 7x7x7 und wurde Dritter in 4x4x4.
In der Weltmeisterschaft 2025 in Seattle gewann er in 6×6×6 und 7×7×7 und wurde zweiter in 5×5×5 und 3×3×3 einhändig.
Max Park hat Autismus und das Speedcubing hat ihm dabei geholfen, seine sozialen und feinmotorischen Fähigkeiten zu verbessern.
Im Jahr 2020 war Park in dem Netflix-Dokumentarfilm The Speed Cubers zu sehen.

## Ranglisten
| Disziplin       | Typ     | Zeit (min:sek) | Welt Rang |
| --------------- | ------- | -------------- | --------- |
| 3x3x3           | Single  | 3,13           | 3.        |
| 3x3x3           | Average | 4,86           | 6.        |
| 4x4x4           | Single  | 15,71          | 1.        |
| 4x4x4           | Average | 19,38          | 2.        |
| 5x5x5           | Single  | 32,23          | 2.        |
| 5x5x5           | Average | 34,76          | 2.        |
| 6x6x6           | Single  | 57,69          | 1.        |
| 6x6x6           | Average | 1:05,66        | 1.        |
| 7x7x7           | Single  | 1:34,15        | 1.        |
| 7x7x7           | Average | 1:39,68        | 1.        |
| 3x3x3 einhändig | Single  | 6,20           | 5.        |
| 3x3x3 einhändig | Average | 8,46           | 9.        |

Quelle: